# Brittani Kline
Brittani Kline, née le 19 mai 1991 en Pennsylvanie, est un mannequin américain. Elle a gagné la saison 16 d'America's Next Top Model.